# مارتن بودارت
مارتن بودارت (بالهولندية: Maarten Boddaert)‏ هو لاعب كرة قدم هولندي في مركز الوسط، ولد في 12 سبتمبر 1989 في Roosendaal ‏ في هولندا. لعب مع دين بوستش.

## وصلات خارجية
- مارتن بودارت على موقع قاعدة بيانات كرة القدم.إي يو (الإنجليزية)
- مارتن بودارت على موقع Soccerway.com (الإنجليزية)